# Abdelmalek Madani
Abdelmalek Madani (28 de febrer de 1983) és un ciclista algerià professional del 2009 al 2013. Campió dos cops dels campionats nacionals en ruta.

## Palmarès
- 2009
  -  Campió d'Algèria en contrarellotge
  - Vencedor de 2 etapes al Tour de Tipaza
- 2010
  -  Campió d'Algèria en contrarellotge
- 2011
  - Vencedor d'una etapa al Tour de Faso
- 2013
  - Campió àrab en contrarellotge per equips
- 2015
  - Vencedor d'una etapa al Tour de Constantina